# Meuse-Inférieure
Departamentul Meuse-Inférieure (franceză Département Meuse-Inférieure) a fost un departament al Franței din perioada revoluției și a primului Imperiu. 
Departamentul a fost format în urma ocupării de către trupele revoluționare franceze a Țările de Jos Austriece în 1794 și a Provinciilor Unte ale Țărilor de Jos în 1795. Departamentul este numit după numele francez al râului Meuse (neerlandeză Maas) iar reședința este orașul Maastricht (numit în acea parioadă în franceză Maëstricht). În Franța a mai fost format în 1790 un departament numit după același râu, departamentul Meuse.
Departamentul este divizat în 3 arondismente și 22 cantoane astfel:
- arondismentul Maastricht, cantoanele: Bilzen, Gulpen, Heerlen, Maasmechelen, Maastricht, Meerssen, Oirsbeek, Rolduc (actualmente Kerkrade în Olanda și Herzogenrath în Germania) și Tongeren.
- arondismentul Hasselt, cantoanele: Beringen, Borgloon, Hasselt, Herk-de-Stad, Peer și Sint-Truiden.
- arondismentul Roermond, cantoanele: Achel, Bree, Maaseik, Niederkrüchten, Roermond, Venlo și Weert.

În urma înfrângerii lui Napoleon la Waterloo, teritoriul intră în componența Regatului Unit al Țărilor de Jos în cadrul căreia formează provincia Limburg  cu excepția extremității estice care a fost înglobată în Regatul Prusiei. Actualmente majoritatea teritoriului este cuprins în Belgia și Olanda.